# Євангельські християни
Євангельські християни (євангельське християнство, євангелісти, також євангельські віруючі) — це прибічники всесвітнього міжконфесійного руху в протестантському християнстві, які підкреслюють важливу роль народження згори, під час якого людина переживає особисте навернення,  Євангеліє і Біблія є  авторитетом і розглядається як основне джерело вчення  .Слово євангельський походить від грецького (euangelion) слова, що означає  «добра новина» . 
Основні характерні риси євангельських протестантських церков: акцент на особистому духовному відродженні кожного віруючого, місіонерська активність та  етична позиція.
Напрямок християнства розглядає спасіння як дар, що не залежить від діл, і вважає, що він можливий тільки через віру в Ісуса Христа.
За оцінками американських дослідників, у 2016 році у світі налічувалося близько 619 мільйонів євангелістів, тобто кожен четвертий християнин. Найбільша концентрація євангелістів у світі перебуває у США. Американські євангелісти складають чверть населення країни та її найбільшу релігійну групу. Основними рухами євангелістів є баптистські церкви, п'ятидесятники, харизматичні євангелісти, неохаризматичні євангелісти та неденомінаційні євангелісти.

## Особливості віровчення
Євангельські християни вірять, що порятунок людини можливий лише через віру в Ісуса Христа. Вони підкреслюють, що приналежність до будь-якої релігійної організації або регулярна участь у її Таїнствах не рятують при  відсутністю особистої віри людини.
Вважається також, що добрі справи без віри в Христа не забезпечують спасіння душі. Це пояснюється, наприклад, такими словами з Біблії: «Бо спасенні ви благодаттю через віру, а це не від вас, то дар Божий, не від діл, щоб ніхто не хвалився.» (Еф 2:8–9). Віра без добрих справ не рятує, оскільки є «мертвою» (Як. 2:14–26).

Євангельські християни вірять, що народження згори є обов'язковою умовою для набуття спасіння. Під народженням згори мається на увазі особливе духовне переживання при наверненні до Бога, відродження мертвого духу людини. При народженні згори людина може переживати покаяння (каяття у колишньому гріховному способі життя) і радість від усвідомлення, що його гріхи прощені завдяки жертві Ісуса Христа. Народження згори супроводжується відмовою від гріховного способу життя і  надалі
| " | Ісус відповів: "Поправді, поправді кажу Я тобі: Коли хто не родиться з води й Духа, той не може ввійти в Царство Боже. Що вродилося з тіла є тіло, що ж уродилося з Духа є дух. Не дивуйся тому, що сказав Я тобі: Вам необхідно родитись згори. Дух дихає, де хоче, і його голос ти чуєш, та не відаєш, звідкіля він приходить, і куди він іде. Так буває і з кожним, хто від Духа народжений" . (Ів. 3:5-8) | " |

## Конфесії та напрямки
В цю групу в першу чергу відносять такі конфесії як п'ятдесятники і харизмати, меноніти, євангельські християни-баптисти.
При цьому історичні піонери євангельського руху, невід'ємна частина поняття «Evangelicalism» у міжнародному розумінні — моравська церква, методисти, пресвітеріани, а також лютеранський пієтизм і низькоцерковне англіканство. Крім того, слід мати на увазі, що на Заході конфесії, які традиційно відносяться до цієї групи, можуть включати як «євангелічні», так і «ліберальні» церкви та союзи, тому «євангеліки» у західному розумінні — це не сукупність деномінацій, а рух, представлений усередині різних деномінацій.
Крім конфесійного поділу, фахівцями у структурі руху євангельського християнства вбачаються два основних напрямки: ліберальний та консервативний. Крайнім проявом останнього є фундаменталізм.
Більшість євангельських християн, незважаючи на явні розбіжності у низці питань (лібералізм і консерватизм, арміянство і кальвінізм), вважає інші євангельські конфесії спорідненими.
До сім'ї євангельських християн входять такі протестантські течії:
- харизмати
- меноніти
- євангельські християни-баптисти
- П'ятидесятництво
- Євангельські християни-суботники, хрещені Духом Святим
- Церкви Христа
- Плімутські брати
- євангельський християнський рух[pl]
- рух святості
- Місцева церква
- Неохаризматичні церкви
- анабаптизм

Крім того, деякі інші течії також можна віднести до євангельських:
- англіканство
- пресвітеріанство
- конгрегаціоналізм
- методизм
- лютеранство
- Адвентизм (який походить від євангелізму, але його приналежність як до євангелізму, так і до протестантизму є дискусійною).

## Богослужіння
Основне богослужіння (інакше їх ще називають «зібраннями») в євангельських церквах відбувається, як правило, в неділю. Також проводяться зібрання у будні дні. Поширені так звані «домашні групи» — спілкування, спільне вивчення Біблії, молитви і піснеспіви в будинку одного з віруючих.
Як правило, богослужіння складаються з однієї чи кількох проповідей; співи псалмів і виголошення молитов між піснеспівами (іноді його називають «Служіння Прославлення»); заклик до покаяння для тих, хто ще не став християнином; особистих свідоцтв; декламації духовних поезій.
Основними обрядами (або Таїнствами — у євангельських християн використовуються й те й інше поняття) є Хрещення та Вечеря Господня (по іншому називають Причастя або Хліболамання).

## Історія
Сучасне євангельське християнство одержало стимул для свого розвитку під час Реформації. Вплив на богослов'я євангелістів надали ідеї кальвінізму та анабаптизму . Найбільш раннім проявом постреформаційного євангельського християнства стало менонітство, надалі виникає ряд течій: баптисти, методисти, п'ятидесятники, армія спасіння та низка інших. Формування більшості цих течій проходило під знаком «релігійного відродження», повернення до ідеалів раннього християнства та Реформації.
У 1735 році в євангельський рух перейшов методист Джордж Вайтфільд, під впливом якого в 1739 році в євангелизм перейшов молодший брат засновника методизму Джона Веслі Чарльз Веслі. Під їх впливом в англійських колоніях у Північній Америці відбулося велике пробудження у сорокових роках XVIII століття. Під час Великого пробудження наголошувалося на почутті глибокого особистого навернення та необхідності в спасінні через Ісуса Христа. Велике пробудження було спрямовано на середню людину, якій пропонувалися новий стандарт моральності та духовного самоаналізу із запереченням значущості обрядів. Наголошувалося на так званому божественному виливі Святого Духа, необхідного для інтенсивної любові до Бога.
У 1790 року у Північній Америці виникло так зване Друге велике пробудження, що призвело до збільшення чисельності методистських та євангелістичних громад. Наприкінці XIX століття став розвиватися Рух святості, заснований на ідеях Армінія і відійшов від ідей методизму. У другій половині XIX століття відомим проповідником диспенсаціоналізму став Чарльз Гаддон Сперджен. З 1850-х років до 1920-х років великий вплив на розвиток руху євангельських християн була так звана Прінстонська богословська школа, представниками якої були Арчібальд Александер і Бенджамін Варфелд.

## Представники світового євангелізму
Євангелісти, проповідники, місіонери, церковні ієрархи: Білл Брайт, Вільгельм Буш, Освальд Чемберс, Девід дю Плессі , Джонатан Едвардс , Чарльз Грандісон Фінні, Біллі Грем, Мартін Ллойд-Джонс, Дуайт Л. Муді, Джон Ньютон, Гарольд Джон Окенга, Луїс Палау, Ульріх Парзані, Чарльз Сперджен, Біллі Сандей, Ейден Вілсон Тозер, Рік Воррен, Джастін Велбі, Девід Вілкерсон, Ніколаус фон Зінзендорф.
Богослови : Луї Беркгоф, Дональд Г. Блош, Фредерік Файві Брюс, Томас Чалмерс, Роберт Коулман, Міллард Еріксон, Дж. Грешам Мейчен, Вільям Генрі Гріффіт Томас, Оле Халлесбі, Карл Ф. Генрі, Алістер Макграт, Джон Мюррей, Томас Оден, Джеймс І. Пекер, Джон Чарльз Райл, Френсіс А. Шеффер, Рональд Сайдер, Чарльз Сімеон, Р. Ч. Спраул, Джон Стотт , Хельмут Тіліке, Джон Веслі
Громадські активісти: Томас Бернардо, Коррі тен Боом, Вільям Бут, Фред Катервуд , Джон Чилембве, Чарльз Колсон, Джоні Ерексон Тад, Джеррі Фолвелл, Елізабет Фрай, Вільям Кнібб, Ханна Мор, Деніс Муквеге, Джордж Мюллер , Ентоні Ешлі-Купер, 7-й граф  Шефтсбері, Вільям Вілберфорс .

## Євангельське християнство в Україні
Перші євангельські християни на українських землях з'явилися у 16–17 ст. Це були переважно вихідці з сусідніх країн (німці, угорці, чехи).
Поступово, значною мірою під впливом німецьких колоністів, вчення євангельських християн поширилося й серед української людності (2-га пол. 19 ст.). Спочатку євангелісти на українських землях, що перебували в межах кордонів Російської імперії, не мали певного конфесійного визначення, але з часом оформилися в релігійні громади, які належали до Всеросійського союзу баптистів.
У 1918 р. українські громади баптистів і євангелістів утворили Всеукраїнський союз християн-баптистів, який проіснував до 1930 р., у його складі в цей час перебувало 60 тис. віруючих. Ще більша кількість євангельських християн проживала на українських землях, що були на той час під владою Польщі (бл. 100 тис.).
Унаслідок політичних репресій 1920–30-х рр. у СРСР релігійні громади баптистів і євангелістів були заборонені, майже всіх їхніх керівників і багатьох віруючих — репресовано. Свою організаційну діяльність віруючі відновили 1942 р., а на з'їзді євангелістів та баптистів у жовтні 1944 р. було створено Тимчасову раду (згодом Всесоюзну раду) євангельських християн-баптистів (ВРЄХБ), куди ввійшло 2500 релігійних об'єднань, які загалом налічували близько 300 тис. віруючих. ВРЄХБ обирали на з'їзді Євангельських християн-баптистів (ЄХБ), який скликався раз на 5 років. ВРЄХБ керувала старшими пресвітерами та пресвітерськими радами, які обиралися віруючими, здійснювала видавничу діяльність, зокрема, щорічно виходив календар ЄХБ кількома мовами.
Від 1991 р. ВРЄХБ має назву Євро-Азійська федерація союзів ЄХБ. Загальна кількість євангельських християн-баптистів в Україні складає приблизно 500 тис. віруючих

### Цитування
1. ↑  "Evangelicals and Evangelicalism". University of Southern California. Retrieved May 11, 2022. At its most basic level, evangelical Christianity is characterized by a belief in the literal truth of the Bible, a "personal relationship with Jesus Christ", the importance of encouraging others to be "born again" in Jesus and a lively worship culture. This characterization is true regardless the size of the church, what the people sitting in the pews look like or how they express their beliefs.
2. ↑  Sweet, Leonard I. (1997). The Evangelical Tradition in America. Mercer University Press. p. 132. ISBN 978-0-86554-554-0. ...evangelical Christianity, which united by a common authority (the Bible), shared experience (new birth/conversion), and commitment to the same sense of duty (obedience to Christ through evangelism and benevolence).
3. ↑  Kidd, Thomas S. (September 24, 2019). Who Is an Evangelical?. Yale University Press. p. 4. ISBN 978-0-300-24141-9. What does it mean to be evangelical? The simple answer is that evangelical Christianity is the religion of the born again.
4. ↑  Stanley 2013, p. 11. "As a transnational and transdenominational movement, evangelicalism had from the outset encompassed considerable and often problematic diversity, but this diversity had been held in check by the commonalities evangelicals on either side of the North Atlantic shared – most notably a clear consensus about the essential content of the gospel and a shared sense of the priority of awakening those who inhabited a broadly Christian environment to the urgent necessity of a conscious individual decision to turn to Christ in repentance and faith. Evangelicalism had maintained an ambiguous relationship with the structures of Christendom, whether those structures took the institutional form of a legal union between church and state, as in most of the United Kingdom, or the more elusive character that obtained in the United States, where the sharp constitutional independence of the church from state political rulership masked an underlying set of shared assumptions about the Christian (and indeed Protestant) identity of the nation. Evangelicals had differed over whether the moral imperative of national recognition of godly religion should also imply the national recognition of a particular church, but all had been agreed that being born or baptized within the boundaries of Christendom did not in itself make one a Christian.".
5. ↑  Evangelical church | Definition, History, Beliefs, Key Figures, & Facts | Britannica. www.britannica.com (англ.). 27 жовтня 2023. Процитовано 25 грудня 2023.
6. ↑  Сперанская Е. С. Евангелики. Православная энциклопедия. — М. : Церковно-научный центр «Православная энциклопедия», 2007. — Т. XVI. — С. 694-697. — ISBN 978-5-89572-028-8.(рос.)
7. ↑  Bebbington, 2003.
8. ↑  Marsden, 1991, с. 4.
9. ↑  До Ефесян, глава 2 | Біблія в пер. Івана Огієнка (укр.). Архів оригіналу за 6 січня 2022. Процитовано 6 січня 2022.
10. ↑  Loup Besmond de Senneville, la-croix.com, Dans le monde, un chrétien sur quatre est évangélique [Архівовано 11 листопада 2017 у Wayback Machine.], France, January 25, 2016
11. ↑  Smith, Gregory A.; Masci, David (3 березня 2018). 5 facts about U.S. evangelical Protestants. Pew Research Center. Архів оригіналу за 1 березня 2018. Процитовано 4 січня 2022.
12. ↑  Religion in America: US Religious groups. Pew Research Center. Архів оригіналу за 29 березня 2016. Процитовано 4 січня 2022.
13. 1 2  Кернс, 1992.
14. ↑  ЄВАНГЕЛЬСЬКІ ХРИСТИЯНИ. resource.history.org.ua. Архів оригіналу за 14 лютого 2022. Процитовано 6 січня 2022.